# Oshawa
Oshawa é uma cidade localizada na província canadense de Ontário. A sua área é de 145,65 km², sua população é de 139 051 habitantes, e sua densidade populacional é de 955 hab/km² (segundo o censo canadense de 2001). A cidade foi fundada em 1842, e incorporada em 8 de março de 1924. É a maior comunidade da Municipalidade Regional de Durham. Embora comumente seja considerado parte da região metropolitana de Toronto, Oshawa é o centro de uma região metropolitana à parte de Toronto, que possui 296 298 habitantes.